# Mulher, Mulher
Mulher, Mulher é um filme brasileiro de 1979 dirigido por Jean Garret.

## Sinopse
Alice (Helena Ramos) é uma viúva que não se sentia realizada com o marido. Ela vai a uma casa de campo espairecer e reencontra seu adorado cavalo Jumbo, pelo qual nutre uma paixão, enquanto sofre o assédio do advogado Luiz Carlos (Denys Derkyan). Além disso, ela tenta ainda se esquivar dos assédios de Marta (Petty Pesce).

## Elenco[1]
- Helena Ramos
- Carlos Casan
- Petty Pesce
- Dênis Derkian
- Liana Duval
- Cavagnole Neto